# 泰缅友谊大桥
泰缅友谊大桥是一座横跨莫艾河的桥梁，连接泰国达府的湄索市和缅甸克伦邦的妙瓦底市。这座国际大桥长420米（1,380英尺），宽13米（42英尺8英寸）。这座桥是亞洲公路網亞洲公路1號線上的重要纽带。第一座桥以北的另一座桥，称为泰缅友谊二号大桥，于2019年通车，是美索和妙瓦底之间的另一条连接线。两座桥是连接缅甸、泰国、老挝和越南的东西经济走廊的一部分。

## 位置
一号和二号友谊大桥横跨莫艾河，连接泰国达府和缅甸克伦邦。第一座大桥也是泰国12号公路的终点。第二座大桥位于 Tambon Tha Sai Luad，比第一座大桥更靠北边，但并未连接湄索和妙瓦底。在泰国一侧，它是130号公路的一部分，在湄索之前从12号公路分叉，最终与缅甸一侧的亚洲1号公路重新连接。

## 历史

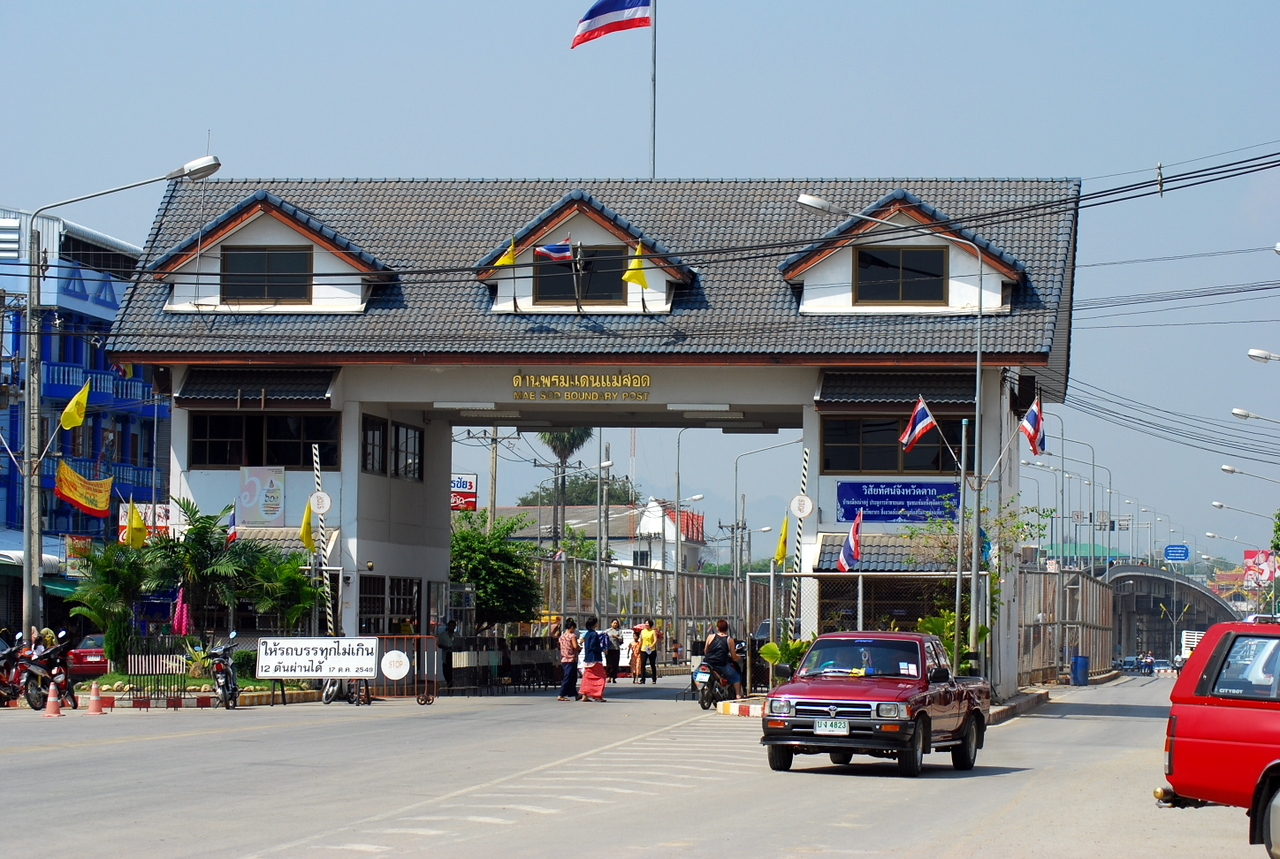
泰国一侧的检查站

泰缅友谊大桥于1997年8月15日通车，是泰国与缅甸之间的第一座桥梁。2017年8月15日，泰缅两国共同庆祝大桥通车20周年，达府副府尹、妙瓦底的官员出席仪式。
自2025年2月5日中午起，泰緬友誼1號大橋負責人突然宣布禁止持護照者通行，且沒有提供任何明確理由，也未公布何時恢復。